# ノビレチン
ノビレチン (Nobiletin) は、柑橘類の果皮等に多く含まれる有機化合物で、フラボンを骨格に持つポリメトキシフラボノイド（O-メチル化フラボノイド）の一種である。

## 含有食品
主に柑橘類に多く含まれており、特にポンカン、シークヮーサー、橘等に多く含まれている。可食部分である果実小胞自体にはあまり含まれておらず、果皮部分であるフラベド(外果皮)、アルベド(中果皮)に特に多く含有している。
| 柑橘類           | 果実全体 | 果実小胞 | 果皮組織 | フラベド | アルベド |
| ---------------- | -------- | -------- | -------- | -------- | -------- |
| ポンカン         | 30.6     | 0.8      | 110      | 198      | 33.3     |
| シークヮーサー   | 30.3     | 2.5      | 85.2     | 122      | 41.0     |
| タチバナ         | 54.3     | 0        | 182      | 233      | 46.7     |
| 温州みかん(参考) | 1.5      | 0        | 6.4      | 10.8     | 1.8      |

注：生果の各組織100gあたりの含有量(mg)

## 薬理作用
in vitroや動物実験で、抗炎症作用や腫瘍の浸潤、拡散、転移を防ぐ作用、皮膚炎抑制作用、肝炎抑制作用等が示されている。また、軟骨の分解を抑制する効果も報告されている。
また、培養海馬細胞においてAMPA型グルタミン酸受容体を活性化し、ニューロンの長期増強を促進することが示されている。